# 脇阪麗奈
脇阪 麗奈（わきさか れいな、1999年5月2日 - ）は、大阪府高槻市出身の女子サッカー選手。セレッソ大阪ヤンマーレディース所属。ポジションはミッドフィールダー、ディフェンダー。セレッソ大阪堺レディース（現セレッソ大阪ヤンマーレディース）3期生。

## 経歴

### シニア
2021年1月8日、ノジマステラ神奈川相模原へ完全移籍することが発表された。
2022年6月23日、INAC神戸レオネッサへ完全移籍することが発表された。
2023年6月30日、セレッソ大阪ヤンマーレディースへの復帰が発表され、WEリーグ参入初年度のチームの主将を任されることになった。また、リーグ戦全22試合に出場した。
2024-25シーズン、リーグ戦での最多アシストを記録した。

### 代表
2015年、AFC U-16女子選手権に出場するU-16日本代表メンバーに選出され、決勝戦で北朝鮮代表に敗れたが、翌年のU-17女子ワールドカップへの出場権を獲得した。
2016年、ヨルダンで開催されたU-17女子ワールドカップに出場し、準優勝に貢献した。
2020年10月、なでしこジャパンのトレーニングキャンプに初招集された。
2023年8月29日、第19回アジア競技大会の代表メンバーに選出された。

## 個人成績

### クラブ
| クラブ                         | シーズン | リーグ         | 背番号 | リーグ戦 | リーグ戦 | カップ戦 | カップ戦 | リーグ杯 | リーグ杯 | AFC  | AFC  | 合計 | 合計 |
| クラブ                         | シーズン | リーグ         | 背番号 | 出場     | 得点     | 出場     | 得点     | 出場     | 得点     | 出場 | 得点 | 出場 | 得点 |
| ------------------------------ | -------- | -------------- | ------ | -------- | -------- | -------- | -------- | -------- | -------- | ---- | ---- | ---- | ---- |
| セレッソ大阪堺レディース       | 2013     | チャレンジ     | 19     | 7        | 0        | 1        | 0        | —        | —        | —    | —    | 8    | 0    |
| セレッソ大阪堺レディース       | 2014     | チャレンジ     | 15     | 21       | 0        | -        | -        | —        | —        | —    | —    | 21   | 0    |
| セレッソ大阪堺レディース       | 2015     | チャレンジWEST | 3      | 15       | 0        | -        | -        | —        | —        | —    | —    | 15   | 0    |
| セレッソ大阪堺レディース       | 2016     | なでしこ2部    | 3      | 14       | 0        | 1        | 0        | 8        | 0        | —    | —    | 23   | 0    |
| セレッソ大阪堺レディース       | 2017     | なでしこ2部    | 3      | 15       | 0        | 2        | 0        | 9        | 1        | —    | —    | 26   | 1    |
| セレッソ大阪堺レディース       | 2018     | なでしこ1部    | 3      | 15       | 1        | 2        | 0        | 8        | 0        | —    | —    | 25   | 1    |
| セレッソ大阪堺レディース       | 2019     | なでしこ2部    | 3      | 17       | 2        | 2        | 0        | 9        | 0        |      |      | 28   | 2    |
| セレッソ大阪堺レディース       | 2020     | なでしこ1部    | 3      | 18       | 0        | 3        | 0        | —        | —        | —    | —    | 21   | 0    |
| セレッソ大阪堺レディース       | 通算     |                |        |          |          |          |          |          |          |      |      |      |      |
| ノジマステラ神奈川相模原       | 2021-22  | WE             | 10     | 20       | 1        | 1        | 1        | —        | —        | —    | —    | 21   | 2    |
| INAC神戸レオネッサ             | 2022-23  | WE             | 7      | 19       | 0        | 3        | 0        | 4        | 0        | —    | —    | 26   | 0    |
| セレッソ大阪ヤンマーレディース | 2023-24  | WE             | 28     | 22       | 3        | 1        | 0        | 4        | 0        | -    | -    | 27   | 3    |
| セレッソ大阪ヤンマーレディース | 2024-25  | WE             | 10     | 22       | 3        | 1        | 0        | 5        | 1        | -    | -    | 28   | 4    |
| セレッソ大阪ヤンマーレディース | 2025/26  | WE             | 10     |          |          |          |          |          |          | -    | -    |      |      |
| セレッソ大阪ヤンマーレディース | 通算     | 通算           | 通算   | 44       | 6        | 2        | 0        | 9        | 1        | 0    | 0    | 55   | 7    |
| 通算                           | 日本     | 日本           | 1部    | 116      | 8        | 11       | 1        | 21       | 1        | 0    | 0    | 148  | 10   |
| 通算                           | 日本     | 日本           | 2部    | 74       | 2        | 6        | 0        | 26       | 1        | 0    | 0    | 106  | 3    |
| 通算                           | 日本     | 日本           | 3部    | 15       | 0        | 0        | 0        | 0        | 0        | 0    | 0    | 15   | 0    |
| 総通算                         | 総通算   | 総通算         | 総通算 | 205      | 10       | 17       | 1        | 47       | 2        | 0    | 0    | 269  | 13   |

- 日本女子サッカーリーグ
  - 初出場 - 2013年4月7日 チャレンジリーグ 第1節 スフィーダ世田谷FC戦 (駒沢オリンピック公園陸上競技場)[16]
  - 初得点 - 2018年5月6日 なでしこリーグ1部 第5節 アルビレックス新潟レディース戦 (J-GREEN堺S1メインフィールド)[16]

- WEリーグ
  - 初出場 - 2021年9月12日 第1節 マイナビ仙台レディース戦 (ユアテックスタジアム仙台)[17]
  - 初得点 - 2022年3月13日 第13節 三菱重工浦和レッズレディース戦 (相模原ギオンスタジアム)[17]

- 国内リーグ戦通算150試合出場 - 2023年3月12日 2022-23 WEリーグ 第10節 ノジマステラ神奈川相模原戦 (ノエビアスタジアム神戸)

### 代表

#### 主な選出歴
- U-16日本女子代表
  - 2015年 - AFC U-16女子選手権中国2015 (準優勝)
- U-17日本女子代表
  - 2016年 - FIFA U-17女子ワールドカップ ヨルダン 2016 (準優勝)
  - 2016年 - CFA International Women’s Youth Tournament 2016 Weifang
- U-19日本女子代表
  - 2017年 - 代表候補トレーニングキャンプ

- 日本女子代表
  - 2019年 - 代表候補トレーニングキャンプ
  - 2020年 - 代表候補トレーニングキャンプ
  - 2021年 - 代表候補トレーニングキャンプ
  - 2023年 - 2022年アジア競技大会

## タイトル

### クラブ
- セレッソ大阪堺レディース
  - チャレンジリーグWEST: 1回 (2015)
  - なでしこリーグカップ2部: 2回 (2017、2019)

- セレッソ大阪堺ガールズ
  - 関西女子サッカーリーグ1部：3回（2015, 2016, 2017）
  - JFA 全日本U-18女子サッカー選手権大会：2回（2015, 2016）
  - 高円宮妃杯 JFA 全日本U-15女子サッカー選手権大会：1回（2015）

### 代表
- 日本女子代表
  - アジア競技大会: 1回 (2023)